# Axsjön (Skedevi socken, Östergötland, 653075-151126)
Axsjön är en sjö i Finspångs kommun i Östergötland och ingår i Nyköpingsåns huvudavrinningsområde.